# 하마다 다로
하마다 다로(일본어: 濵田 太郎, 2000년 2월 21일~)는 일본의 축구 선수이다.

## 구단 경력
그는 2022년 J2리그의 오이타 트리니타에 입단했다. 2023년 J3리그의 AC 나가노 파르세이루로 임대 이적했다. 2024년 오이타 트리니타로 복귀했다.